# Weinasch
Il monte Weinasch (in sloveno: Vajnež) con 2.104 m s.l.m. è una montagna della catena delle Caravanche. Si trova sul confine tra l'Austria e la Slovenia nella parte occidentale della catena.